# Rujište, Ražanj
Rujište (izvirno srbsko Рујиште) je naselje v Srbiji, ki upravno spada pod Občino Ražanj; slednja pa je del Niškega upravnega okraja.

## Demografija
V naselju živi 361 polnoletnih prebivalcev, pri čemer je njihova povprečna starost 50,5 let (48,9 pri moških in 52,0 pri ženskah). Naselje ima 136 gospodinjstev, pri čemer je povprečno število članov na gospodinjstvo 3,04.
To naselje je, glede na rezultate popisa iz leta 2002, večinoma srbsko, a v času zadnjih treh popisov je opazno zmanjšanje števila prebivalcev.
|  |

| Demografija | Demografija     | Demografija     |
| Leto        | Št. prebivalcev | Št. prebivalcev |
| ----------- | --------------- | --------------- |
|             |                 |                 |
|             |                 |                 |
|             |                 |                 |
|             |                 |                 |
| 1948        | 872             |                 |
| 1953        | 881             |                 |
| 1961        | 828             |                 |
| 1971        | 731             |                 |
| 1981        | 651             |                 |
| 1991        | 529             | 494             |
| 2002        | 444             | 413             |
|             |                 |                 |

| Etnična sestava po popisu iz leta 2002 | Etnična sestava po popisu iz leta 2002 | Etnična sestava po popisu iz leta 2002 | Etnična sestava po popisu iz leta 2002 | Etnična sestava po popisu iz leta 2002 |
| -------------------------------------- | -------------------------------------- | -------------------------------------- | -------------------------------------- | -------------------------------------- |
| Srbi                                   | Srbi                                   |                                        | 412                                    | 99,75%                                 |
| Neznano                                | Neznano                                |                                        | 0                                      | 0,0%                                   |